# Икансу
Икансу (Икан-Су — река Икана) — река в Южном Казахстане в бассейне Сырдарьи. Протекает по территории городской администрации Туркестана в Туркестанской области, между городом Кентау и селом Ачисай, северо-восточнее города Туркестан. Берёт начало на юго-западном (южном) склоне горного хребта Каратау в Тянь-Шане. Течёт на юго-запад через одноимённое село и село Ибата (Новоикан). Впадает юго-восточнее Туркестана и северо-восточнее Староикана в оросительный Туркестанский магистральный канал (ТМК), часть Арысь-Туркестанского канала.

## Название
Получила название по средневековому городу Икан (ныне — Староикан).

## Кустарниковая степь
В ущелье Икансу наиболее типично выражена спиреантусовая кустарниковая степь. Согласно ботаникам Борису Быкову и Евгении Фёдоровне Степановой: «Здесь на пологих склонах небольшой межгорной долины взгляду представляется совсем необычное зрелище. На однотонном светло-жёлтом фоне (июль) длинноволосого ячменя (Taeniatherum crinitum) равномерно разбросаны высокие ажурные кусты замечательного во многих отношениях кустарника Spiraeanthus schrenkianus. Это растение достигает 2 м высоты, а отдельные его стволики 10 см в диаметре. На 1 га приходится около 750—1000 экземпляров спиреантуса. Общее покрытие в сообществе в июле колебалось около 55 — 60 %».

## Лук Сергея
В мае 1985 года в ущелье Икансу обнаружено новое местообитание редкого лука Сергея, занесенного в Красную книгу Казахстана. Местонахождение обнаружено на выположенной поверхности (местные называют её жоном), на высоте 900 м над ур. м. Здесь лук Сергея произрастает на небольших глинисто-каменистых участках площадью 0,5—5,0 м².

## Раннее поселение Даулетбай-Тобе
На реке Икансу обследовано раннее поселение Даулетбай-Тобе. Овальный в плане бугор размером 20×45 м вытянут с востока на запад. Обнаружены фрагменты керамики: горшков, кувшинов, кружек, хумов. Найдены каменные мотыги, зернотёрки и песты. Поселение датируется III—V вв. н. э..

## Древние арыки Даулетбай и Тенгексай
При обследовании прилегающей к поселению территории были обнаружены остатки древних арыков, условно названных Даулетбай и Тенгексай. Исток арыка Даулетбай находится в 1,4 километрах севернее поселения на левом берегу Икансу. Протяжённость 3 километра, ширина русла 1—3 м, глубина 0,5—0,7 м. Арык Даулетбай соединяется с арыком Тентексай. Арык Даулетбай огибал поселение с западной стороны и терялся в 1,5 километрах от селения в понижениях рельефа. Арык Тентексай орошал территорию в 500 м восточнее поселения. Протяжённость 1,5 километра, ширина русла 1—3 м, глубина 0,5—0,7 м. Арык соединялся с основным течением Икансу. Также найдены агроирригационные планировки (поля древнего орошения).